# Козій Григорій Васильович
Григо́рій Васи́льович Козі́й (10 січня 1898, Олешичі, Любачівський повіт, Польща — 13 вересня 1988, Львів) — український науковець, Доктор біологічних наук, професор, Заслужений діяч науки України, завідувач кафедри ботаніки Львівського державного медичного інституту (1946—1951).

## Життєпис
Народився 10 січня 1898 року в селі Олешичі, нині Підкарпатського воєводства, Польща.
1927 року закінчив біологічний факультет Львівського університету. Асистент Львівської рольнічної академії у 1928—1939 роках; доцент кафедри фізіології рослин Львівського університету 1939—1941 роках. За німецької окупації 1941—1944 років працював у Львівській контрольно-насіннєвій лабораторії. У 1944—1945 роках проходив строкову службу у лавах радянської армії на фронті.
- 1945—1946 — доцент кафедри нижчих рослин;
- 1946—1947 — завідувач відділу ботанічного саду Львівського університету, за сумісництвом старший науковий співпрацівник відділу географії спорових рослин Інституту агробіології АН УРСР (в 1945—1947);
- 1946—1951 — завідувач кафедри ботаніки;
- 1951—1955 — професор курсу ботаніки кафедри біології Львівського медичного інституту, за сумісництвом науковий співпрацівник — у 1946—1952;
- 1952—1959 — директор Львівського державного природознавчого музею АН УРСР; завідувач у 1959—1973, професор у 1973—1978 кафедри морфології і систематики рослин Львівського університету.

З 1941 — кандидат біологічних наук; 1946 — доцент 1946, 1951 — доктор біологічних наук, 1953 — професор; 4 жовтня 1961 — заслужений діяч науки УРСР.
Помер 13 вересня 1988 року у Львові. Похований на Личаківського цвинтаря (поле № 32).

## Наукові напрями
- Вивчення історії і походження флори та рослинності Українських Карпат, Розточчя і Полісся.
- Проблема вивчення і збереження природних фітоценозів високогірного поясу Українських Карпат, зокрема у Чорногорі.
- Вивчення складу ґрунтів та рослинності лугів і боліт Прикарпаття та Розточчя.

Створив наукову школу луківництва.
Автор близько 140 наукових праць. Підготував 14 кандидатів наук.